# Pereiro (Ceará)
Pereiro is een gemeente in de Braziliaanse deelstaat Ceará. De gemeente telt 15.828 inwoners (schatting 2009).
De gemeente grenst aan Iracema, Ererê, Rio Grande do Norte, Rio Grande do Norte, Jaguaribe en Icó.